# Shūkan Young Jump
Shūkan Young Jump (jap. 週刊ヤングジャンプ Shūkan Yangu Janpu; ang. Weekly Young Jump) – japoński tygodnik publikujący mangę typu seinen. Pierwszy numer wydano w 1979 roku.